# Lijst van afleveringen van Mersey Beat
Dit is een lijst met afleveringen van de Engelse televisieserie Mersey Beat. De serie telt 4 seizoenen. Een overzicht van alle afleveringen is hieronder te vinden.

## Seizoen 1
| Nr. | Titel aflevering        | Uitzenddatum UK   |
| --- | ----------------------- | ----------------- |
| 1   | Deep End                | 16 juli 2001      |
| 2   | Step by Step            | 23 juli 2001      |
| 3   | Coming of Age           | 30 juli 2001      |
| 4   | Unexploded Bombs        | 6 augustus 2001   |
| 5   | Dead Time               | 13 augustus 2001  |
| 6   | Thicker Than Water      | 20 augustus 2001  |
| 7   | Fools Rush In           | 27 augustus 2001  |
| 8   | For Better or for Worse | 3 september 2001  |
| 9   | Crying Out Loud         | 10 september 2001 |
| 10  | What Goes Around        | 24 september 2001 |

## Seizoen 2
| Nr. | Titel aflevering    | Uitzenddatum UK  |
| --- | ------------------- | ---------------- |
| 1   | Ghosts              | 24 juni 2002     |
| 2   | The Morning After   | 1 juli 2002      |
| 3   | Child's Play        | 8 juli 2002      |
| 4   | Crossing the Line   | 15 juli 2002     |
| 5   | Desperately Seeking | 22 juli 2002     |
| 6   | Unhappy Medium      | 29 juli 2002     |
| 7   | Over and Out        | 5 augustus 2002  |
| 8   | Going Down          | 12 augustus 2002 |
| 9   | Long Shadows        | 19 augustus 2002 |
| 10  | Endgame             | 26 augustus 2002 |

## Seizoen 3
| Nr. | Titel aflevering        | Uitzenddatum UK  |
| --- | ----------------------- | ---------------- |
| 1   | Love Is Not Love        | 18 november 2002 |
| 2   | Happy As                | 25 november 2002 |
| 3   | The Good Lord Giveth    | 2 december 2002  |
| 4   | Under the Cosh          | 9 december 2002  |
| 5   | On Borrowed Time        | 16 december 2002 |
| 6   | Only the Lonely         | 6 januari 2003   |
| 7   | Precious Illusions      | 13 januari 2003  |
| 8   | The Thirty-Third Degree | 20 januari 2003  |
| 9   | Love Hurts              | 27 januari 2003  |
| 10  | Peace for the Wicked    | 3 februari 2003  |

## Seizoen 4
| Nr. | Titel aflevering        | Uitzenddatum UK  |
| --- | ----------------------- | ---------------- |
| 3   | Broken Dreams           | 1 december 2003  |
| 5   | Angels with Dirty Faces | 15 december 2003 |
| 7   | Distant Vices           | 12 januari 2004  |
| 8   | Day of Reckoning        | 19 januari 2004  |